# パク・ウニョン
パク・ウニョン（ハングル表記：박은영、1982年7月15日 - ）は、大韓民国の韓国放送公社 (KBS) 所属のアナウンサー。梨花女子大学校の韓国舞踊学科を卒業し、2007年にKBSに採用されアナウンサーとして入局した。芸能娯楽番組の司会（MC）などを担当し、2011年にKBS演芸大賞でショー・娯楽MC部門の女性新人賞を受賞した。2013年には同じくKBS演芸大賞のショー・娯楽部門で女性優秀賞を受賞した。
ラジオ局KBS Cool FMで毎日午前7時から9時まで放送している番組『박은영의 FM대행진』（パク・ウニョンのFM大行進）にDJとして出演していて、2018年にはKBS演芸大賞の「今年のDJ賞」を受賞した。

## 出演番組
- 挑戦! ゴールデンベル - 司会[1][2]。
- 퀴즈쇼 사총사 - 司会[1]。クイズ番組[6]。
- 토요일 가족이 부른다 - 司会[1]。バラエティ歌番組[7]。
- 내 생애 마지막 오디션 - 司会[1]。歌手オーディション番組[8]。
- 시간을 달리는 TV - 司会[1]。過去の番組についての娯楽番組[9]。
- 연예가중계 - 司会[1][3]。週刊芸能ニュース[10]。
- 영화가 좋다 - 司会[2]。新旧の映画を紹介する番組[11]。
- 위기탈출 넘버원 - 司会[1][2]。安全に関するバラエティ番組[12]。
- 생방송 오늘 - 司会[1]。朝の生活情報番組[13]。
- 무한지대 큐 - 司会[1]。情報番組[14]。
- 비타민 - 司会[1][2]。医学情報番組[15]。
- 대식가들 - 司会[1]。食材に関する情報番組[16]。
- TV 미술관 - 司会[1]。美術に関する情報番組[17]。
- 일요 스포츠 중계석 - 司会[1]。スポーツ番組[18]。
- 속보이는TV 人사이드 - 司会[1]。事件・事故などに関する心理についての時事教養番組[19]。
- 머니뭐니 - 司会[1]。経済についての時事教養番組[20]。
- KBSニュース広場[1][2]。
- KBS 아침 뉴스타임[1]。朝8時開始のニュース番組[21]。
- KBS 저녁 뉴스타임[1]。夕方のニュース番組。
- KBS 일요 뉴스타임[1]。日曜のニュース番組。
- 박은영의 FM대행진 - DJ[2]。ラジオ番組[4][5]。